# Exército dos Homens da Ordem de Naqshbandi
O Exército dos Homens da Ordem de Naqshbandi  (em árabe: جيش رجال الطريقة النقشبندية Jaysh Rijāl aṭ-Ṭarīqa an-Naqshabandiya), também chamado Exército Naqshbandi, são vários grupos insurgentes ba'athistas clandestinos e militantes sufistas no Iraque. A mídia frequentemente refere-se ao grupo pelas siglas JRTN, que representa uma romanização do seu nome árabe.  O Comando Supremo para a Jihad e Libertação, tecnicamente, o nome da organização guarda-chuva que o JRTN pertence, é também muitas vezes usado para se referir ao JRTN especificamente. 
É aparentemente uma organização militante islâmica sufista assim chamada pela Ordem Sufista Naqshbandi e a ideologia do JRTN tem sido descrita como "uma mistura de ideias nacionalistas islâmicas e pan-árabes", com Izzat Ibrahim al-Douri sendo descrito como "o xeique oculto dos Homens de Naqshbandi". 